# Pointeur laser (présentation)
Cet article concerne l'outil utilisé par les conférenciers. Pour le guide d'armes ou facilitateur de visée, voir Désignateur laser.

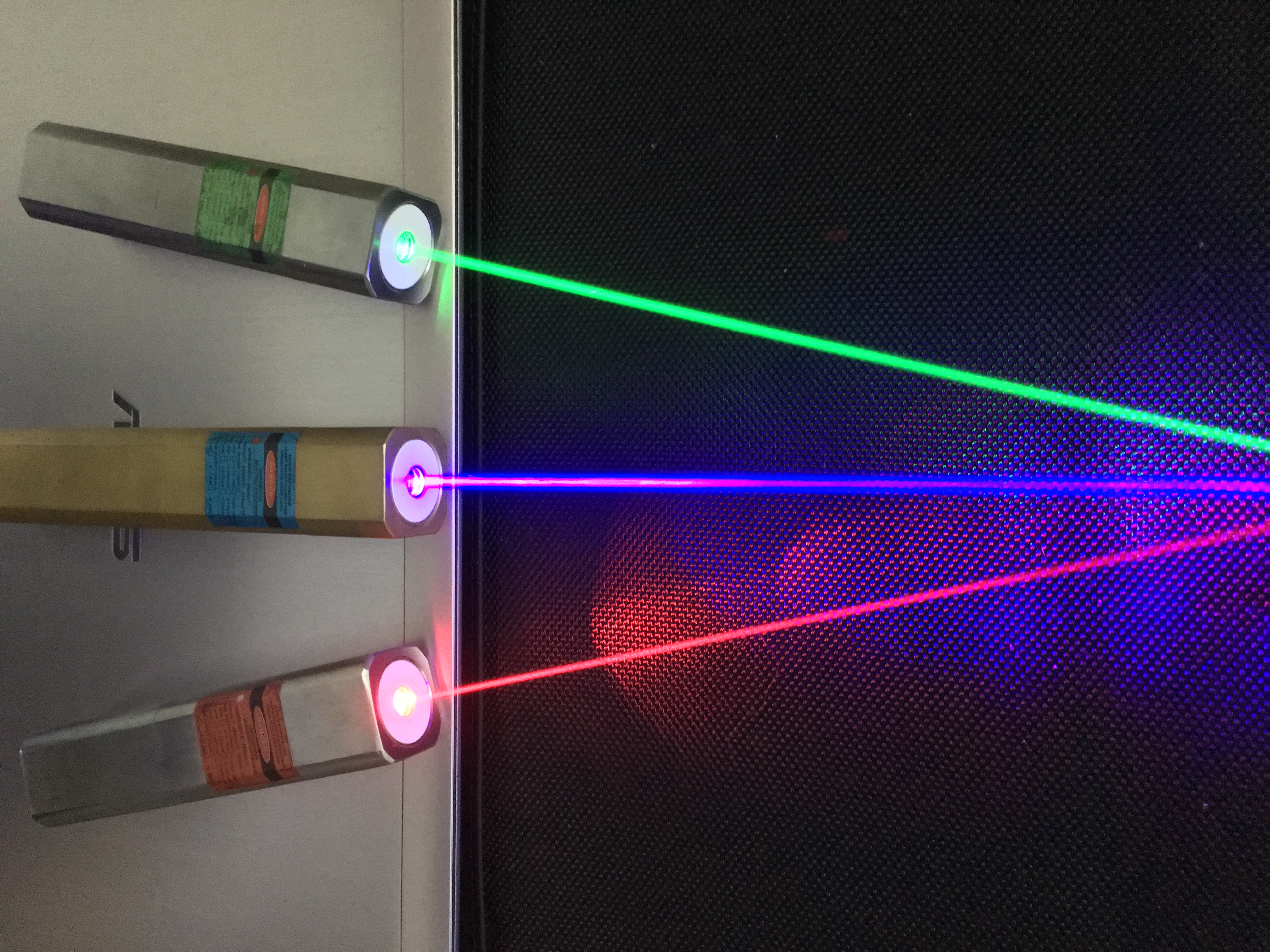
Pointeurs laser.

Un pointeur laser est un outil utilisé par les conférenciers pour désigner des objets sur un tableau ou un écran.  C'est la version moderne de la baguette d'autrefois.  À base d'une diode laser de couleur rouge, il prend généralement la forme d'un stylo ou d'un porte-clef.  Muni d'un bouton poussoir, il est alimenté grâce à des piles.
Il existe une version « haute technologie », pour conférenciers, du célèbre couteau suisse. Il est équipé d'un stylo, d'un éclairage à LED, d'un pointeur laser et d'une clé USB. De plus, ils peuvent être équipés d'un récepteur USB, ce qui permet de faire passer les diapositives d'un diaporama grâce au pointeur laser.

## Classes
La Commission électrotechnique internationale (CEI) a classé les pointeurs laser en cinq catégories :
- Classe 1 : la puissance de sortie ne peut pas entraîner de lésions oculaires.
- Classe 2 : la puissance de sortie est inférieure à 1 mW. En cas d'exposition, le réflexe naturel de cligner des yeux et de détourner la tête suffit à protéger du risque de lésion.
- Classe 3A : la puissance de sortie est inférieure à 5 mW, ce qui limite la puissance atteignant la rétine à 1 mW lorsque la pupille est dilatée au maximum (ouverture estimée à 7 mm). Par conséquent, l'exposition accidentelle à un laser de classe 3A ne devrait pas être plus dangereuse que l'exposition à un laser de classe 2[réf. nécessaire].
- Classe 3B : la puissance de sortie est inférieure à 500 mW, suffisante pour provoquer des lésions oculaires qui sont décrites à partir d'une puissance de 150 mW[2].
- Classe 4 : la puissance de sortie est supérieure à 500 mW. Ces lasers peuvent causer des lésions oculaires et cutanées et même provoquer l'inflammation des objets sur lesquels ils sont dirigés.

En France, la fabrication, l'importation et la vente d'appareils à laser de classe supérieure à 2 a été strictement limitée puis le texte a été abrogé.

## Usage en astronomie

Désignation de Bételgeuse et de Zeta Orionis dans Orion avec un laser vert.

Les astronomes amateurs se servent de pointeurs laser de couleur verte (532 nanomètres) pour désigner des objets célestes lors de séances d'initiation.  La diffusion de la lumière dans l'atmosphère terrestre rend le rayon clairement visible par l'assistance et permet de désigner les objets avec une grande précision.  Ces pointeurs sont équipés de lasers de classe 3A (5 mW) ou de classe 3B (<500 mW).